# Sendero de la Costa Sudoeste

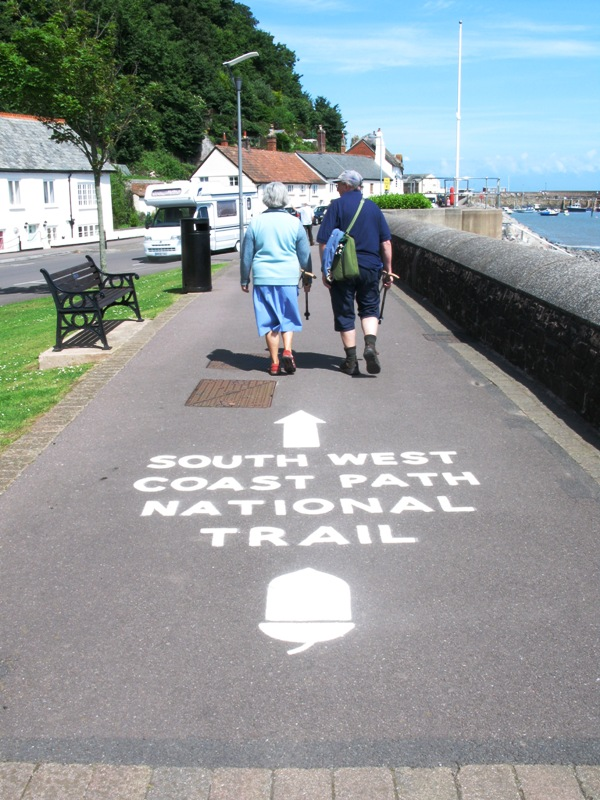
Sendero de la Costa Sudoeste

El Sendero de la Costa Sudoeste (en inglés: South West Coast Path) es el sendero de larga distancia para recorrer a pie más largo en el Reino Unido. Se extiende por 1.014 km desde Minehead, en Somerset, a lo largo de la costa de Devon y Cornualles, hasta el Puerto de Poole, en Dorset. Debido a que su altura asciende y desciende en la boca de los ríos, es además uno de los más desafiantes.
Muchos de los paisajes que atraviesa el sendero tienen un status especial, ya sean Parques Nacionales o Heritage Coasts. El sendero atraviesa además dos lugares declarados Patrimonio de la Humanidad por la Unesco: la costa de Devon y Dorset, conocida como Costa Jurásica, fue designada en 2001, y el Paisaje minero de Cornualles y el oeste de Devon, en 2007.
- Datos: Q1631281
- Multimedia: South West Coast Path / Q1631281